# Antoni Romuald Jałbrzykowski

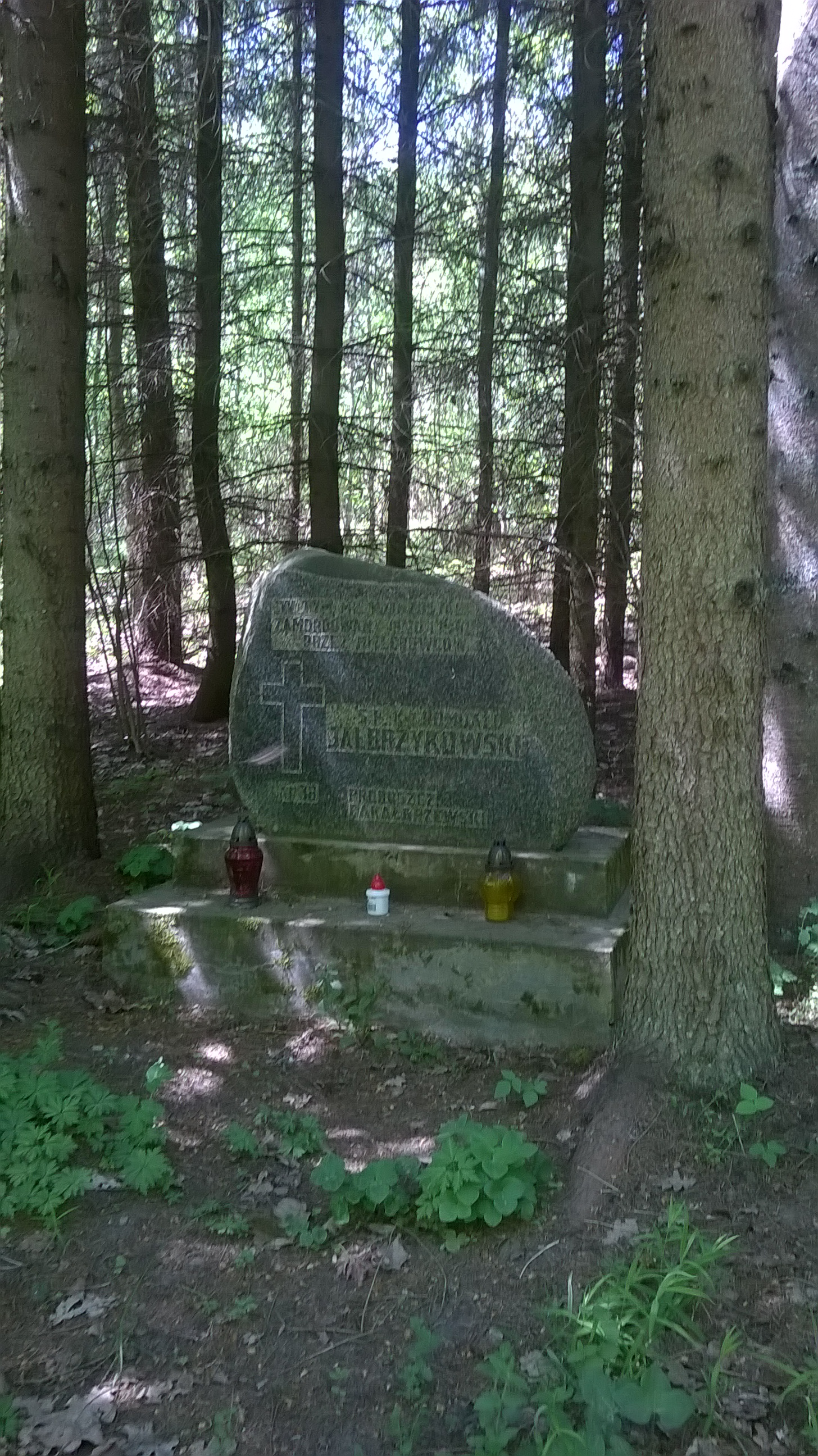
Okolice wsi Krzywe, pamiątkowy kamień na miejscu, gdzie hitlerowscy w 1940 r. zamordowali ks. Antoniego Romualda Jałbrzykowskiego

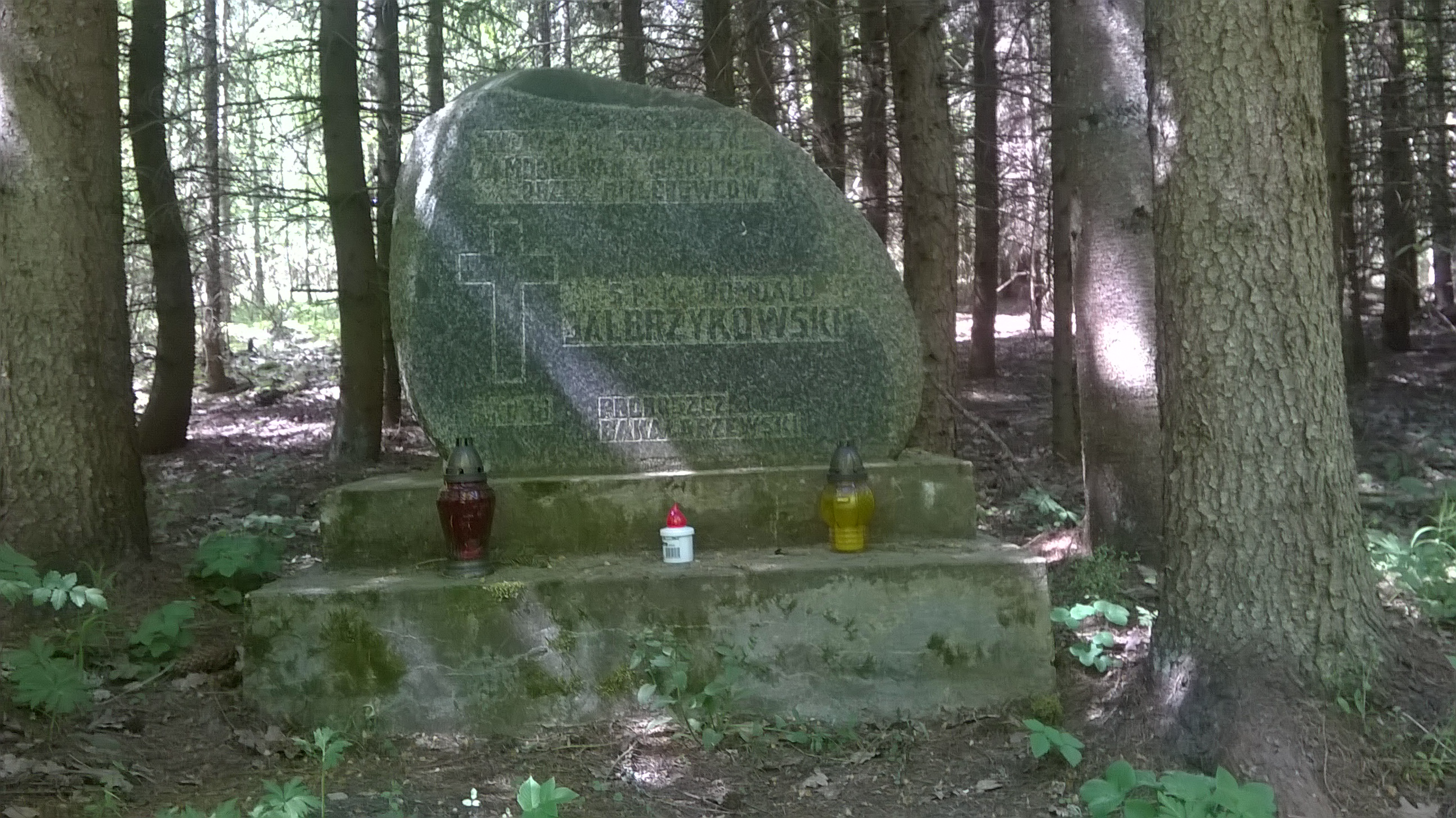
Pamiatkowy kamień w okolicach wsi Krzywe w miejscu zamordowania przez hitlerowców ks. Antoniego Romualda Jałbrzykowskiego

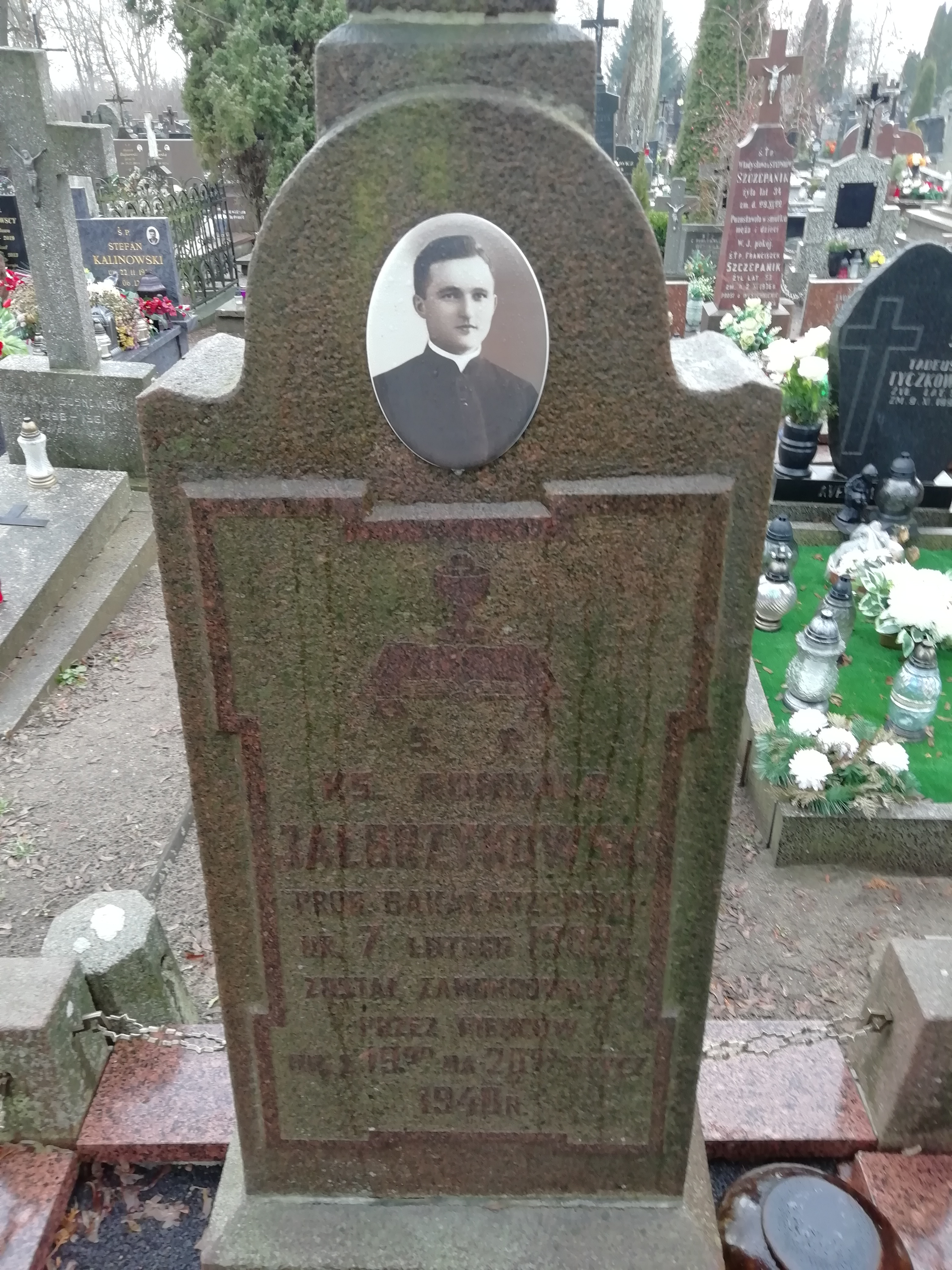
Nagrobek (fragment) na mogile ks. Antoniego Romualda Jałbrzykowskiego

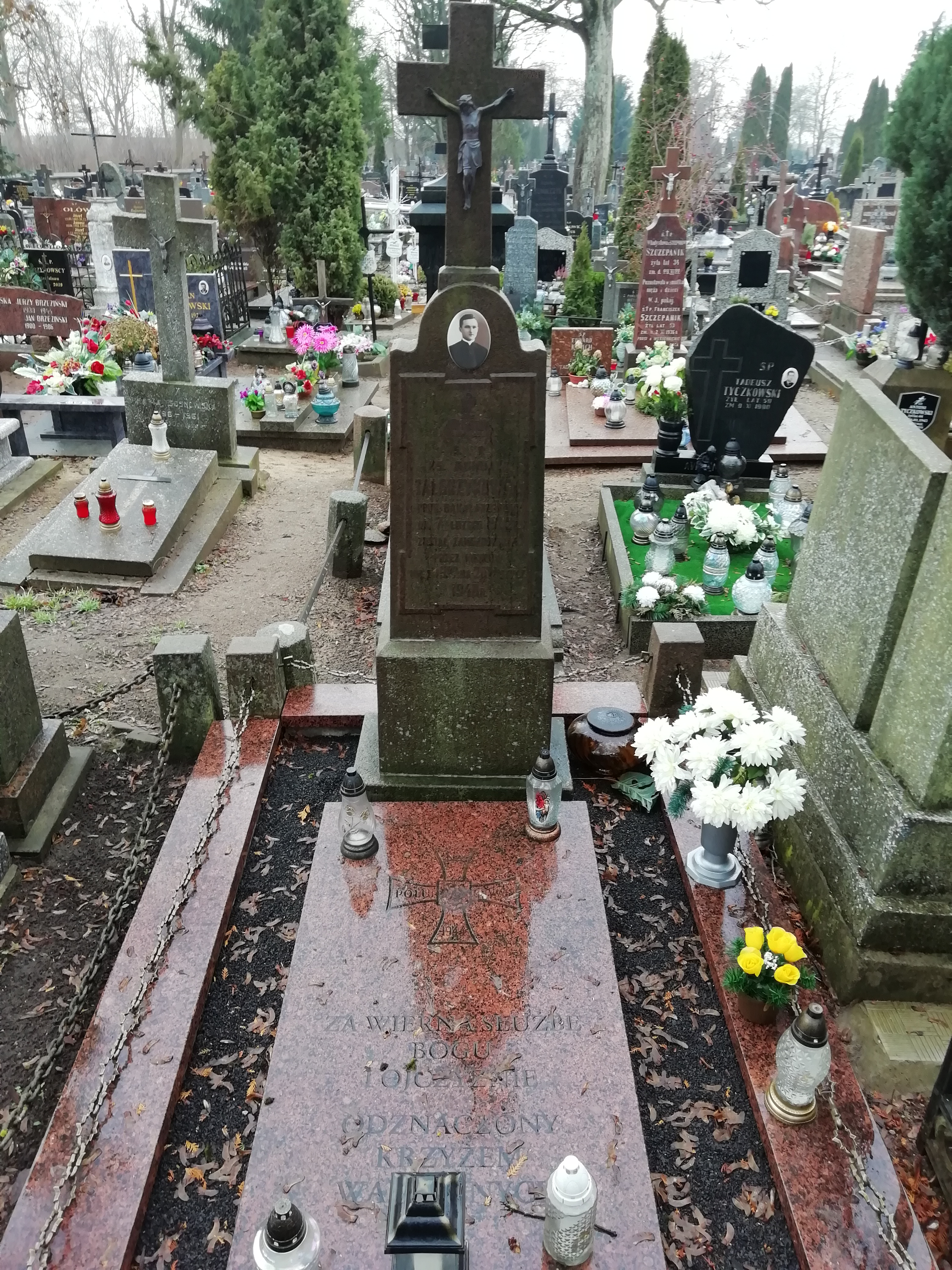
Grób ks. Antoniego Romualda Jałbrzykowskiego. Suwalski cmentarz katolicki przy ul. Bakałarzewskiej

Antoni Romuald Jałbrzykowski (urodzony 7 lutego 1902 r. Łętowo-Dąb – zamordowany 19 lub 20 stycznia, inne źródła podają 6 lutego 1940 r. w okolicach wsi Krzywe) – kapłan, społecznik i patriota.

## Życiorys
Urodził się w rodzinie Wincentego i Heleny (z d. Supińska). Po ukończeniu łomżyńskiego Gimnazjum Męskiego im. T. Kościuszki w 1919 r. wstąpił do seminarium duchownego w Łomży. Święcenia przyjął 6 września 1925 r. z rąk arcybiskupa Romualda Jałbrzykowskiego (swego stryja). Posługę kapłańską jako wikariusz pełnił w: Augustowie (1925-1927), Czyżewie (1927-1928) i Suwałkach (1928-1935).
Pierwszym jego probostwem była parafia w Czarni (1934-1935) (pow. ostrołęcki). 1 lipca 1935 r. (formalnie – w sierpniu) objął probostwo w parafii św. Jakuba Apostoła w Bakałarzewie. Tak wspominał początki swojej posługi pasterskiej w Bakałarzewie Od pierwszego lipca 1935 r. byłem już proboszczem bakałarzewskim, chociaż objąłem parafię dopiero 1 sierpnia. W lipcu zastępował mnie wikariusz ks. Jan Śliwowski. Do Bakałarzewa przyjechałem 30 lipca. Przywiózł mnie mieszkaniec Bakałarzewa, p. Antoni Cimochowski, członek komitetu budowy kościoła [...]. Deszcz padał całą drogę  – z Suwałk do Bakałarzewa. Na plebanii bakałarzewskiej powitał mnie ksiądz Jan Śliwowski i p. Stanisław Szafranowski, który na dwa dni wcześniej przyjechał z rzeczami i zdążył już je rozpakować i rozlokować. W niedzielę 4 sierpnia 1935 r. procesjonalnie, w obecności ks. prałata i dziekana z Suwałk, ks. Bolesława Gumowskiego, i ks. Franciszka Kiewlaka, wprowadzili mnie parafianie do kościoła drewnianego. [...] wszedłszy na ambonę, powitałem parafian; w krótkich słowach przedstawiłem plan pracy i sposób postępowania i realizacji.  

Okres bakałarzewski w życiu i pracy duszpasterskiej ks. Jałbrzykowskiego to przede wszystkim czas poświęcony dokończeniu budowy kościoła w Bakałarzewie. 14 czerwca 1936 roku świątynia została uroczyście poświęcona, a rok później tj. 6 czerwca 1937 roku oficjalnie konsekrowana przez ówczesnego biskupa Stanisława Kostkę Łukomskiego. Dzięki staraniom ks. Jałbrzykowskiego w Bakałarzewie powołano do życia Katolickie Stowarzyszenie Młodzieży Żeńskiej i Męskiej, powstała również Straż Honorowa Serca Jezusowego, reaktywowano tzw. „Żywy Różaniec”. Kapłan zajął się także opracowaniem Kroniki Parafii Bakałarzewo.

Ks. Jałbrzykowski nie ograniczał swojej posługi kapłańskiej jedynie do spraw związanych z życiem religijnym parafii. Był znany z płomiennych, antynazistowskich kazań wygłaszanych z ambony. Powołał przy bakałarzewskiej parafii tzw. Komitet Obchodów Święta Morza. 21 czerwca 1939 roku odbyło się pod jego [Jałbrzykowskiego] przewodnictwem zebranie członków tej organizacji. 29 czerwca 1939 r. kapłan zorganizował w miasteczku wielką antyniemiecką manifestację, o której tak pisał Tomasz Naruszewicz Okoliczna ludność wysłuchawszy patriotycznego kazania ks. Jałbrzykowskiego, udała się do przejścia granicznego z Niemcami (obok dzisiejszej wsi Borawskie). Oprawę muzyczną pochodowi zapewniała orkiestra Ochotniczej Straży Pożarnej z Bakałarzewa. Głównymi hasłami tej procesji było: „Nie damy nawet guzika od munduru” czy „Nie damy morza, precz od Bałtyku”. Działania bakałarzewskiego kapłana nie uszły uwadze Niemców. Stąd też pojawiła się obawa co do ewentualnych losów księdza w razie agresji Niemiec na Polskę. Za zgodą biskupa Łukomskiego Jałbrzykowski wyjechał do Wilna, skąd jednak (pod wpływem arcybiskupa Romualda Jałbrzykowskiego) powrócił, po czym został skierowany przez ks. Bolesława Gumowskiego (dziekan suwalski) do Wigier. W początkach listopada 1939 r. został aresztowany. W czasie przesłuchania zarzucono księdzu nawoływanie parafian z Bakałarzewa do mordowania Niemców. Następnego dnia zwolniono go, jednakże musiał co drugi dzień meldować się w Starym Folwarku na posterunku żandarmerii. Ponownie aresztowany w drugiej połowie listopada, początkowo był przetrzymywany w Starym Folwarku następnie trafił do więzienia w Suwałkach. Tu urywa się ślad po ks. Antonim Romualdzie Jałbrzykowskim. Następne informacje mówią już o odnalezieniu w okolicach wsi Krzywe niewielkiej leśnej mogiły, w której po zamordowaniu przez hitlerowców zostało pogrzebane ciało kapłana.

## O śmierci ks. Antoniego Romualda Jałbrzykowskiego
Istnieją rozbieżności co do daty śmierci księdza. Zygmunt Romatowski (leśniczy z Krzywego)  w swoich wspomnieniach podaje datę 19 ewentualnie 20 stycznia 1940 r., natomiast według relacji ks. Kazimierza Hamerszmita do zabicia Jałbrzykowskiego doszło 6 lutego 1940 roku. Ksiądz został zastrzelony w lesie nieopodal miejscowości Krzywe i tu pogrzebany. Jego grób odnalazł gajowy Stanisław Huszcza, o czym powiadomił Zygmunta Romatowskiego. Obaj udali się do krzywiańskiego lasu, gdzie znajdowała się prowizoryczna mogiła ks. Jałbrzykowskiego mały nagrobek i tabliczka (kawałek deseczki z budki lęgowej dla ptaków) z napisem, że tu leżą zwłoki ks. Jałbrzykowskiego. Po identyfikacji zwłok leśniczy Zygmunt Romatowski oraz gajowi Stanisław Huszcza, Bolesław Bukowski i Antoni Toczyłowski zabezpieczyli zwłoki księdza, tzn. ciało zostało przełożone do trumny (przygotowanej przez Jana Skowrońskiego – miejscowy rolnik) i zakopane w pobliżu miejsca odkrycia zwłok.
Po zakończeniu wojny w 1945 roku ciało księdza Jałbrzykowskiego oficjalnie ekshumowano i przeniesiono do grobu na suwalskim cmentarzu przy ulicy Bakałarzewskiej. Natomiast w lesie nieopodal Krzywego w 1987 roku uroczyście odłonięto i poświęcono kamień upamiętniający miejsce zamordowania kapłana. W uroczystości wzięła udział miejscowa ludność oraz księża, m.in. ks. Kazimierz Hamerszmit.

## Ciekawostki
- Ks. Antoni Romuald Jałbrzykowski (będąc w stopniu podporucznika) jesienią 1939 roku działał w konspiracji, posługiwał się pseudonimem  „Grabie”. Naruszewicz podaje, iż kapłan szefował informacji i propagandzie dla obszaru Suwalszczyzny[8].
- W sierpniu 1939 roku w obliczu zbliżającej się wojny Jałbrzykowski zabezpieczył i ukrył księgi i naczynia liturgiczne. Zostały one złożone w beczce, którą następnie zakopano w piwnicy budynku plebanii. Według relacji ks. Kazimierza Hamerszmita rzeczy te później przeniesiono na strych bakałarzewskiego kościoła[8].
- Niszczejący na suwalskim cmentarzu nagrobek ks. Jałbrzykowskiego (dzięki staraniom ks. Stanisława Wysockiego) został odrestaurowany przez firmę kamieniarską Cezarego Górala[9].

## Odznaczenia
Pośmiertnie w 1941 roku kapłan został odznaczony Krzyżem Walecznych.